# Підкамінський район
Підкамінський район — колишній район Львівської області із центром у смт. Підкамінь.

## Історія
10 січня 1940 року політбюро ЦК КП(б)У обговорило питання про утворення районів у Львівській області УРСР, у тому числі про утворення Підкамінського району із центром у смт. Підкамінь.
Однак вже у червні 1941 року радянські війська були вимушені покинути територію району, він припинив своє функціонування. Відновив свою діяльність лише у 1944 році після того, як війська 1-го Українського фронту зайняли районний центр.
Район було ліквідовано у травні 1959 року після того, як його територія відійшла до Бродівського району.

## Територія
Окрім смт. Підкаменя до складу району входило ряд сіл, серед яких Батьків, Боратин, Гаї, Салашка,Паликорови, Кутище, Яснище, Микити, Накваша.
Окрім тенденції до укрупнення районів спостерігалася така ж тенденція і щодо сільрад. Зокрема у березні 1959 року було об'єднано ряд сільрад у Підкамінському районі.

## Підкамінський райком КП(б)У
Підкамінський райком КП(б)У був створений у січні 1940 року, однак у червні 1941 року він призупинив свою діяльність. Відновив її у травні 1944 року. У жовтні 1952 року перейменований на Підкамінський райком КПУ. Ліквідований у травні 1959 року після ліквідації Підкамінського району, територія якого відійшла до Бродівського району. Райком складався з наступних підрозділів: Бюро (загальний відділ), організаційно-інструкторський відділ (з 1949 р. — відділ партійних, профспілкових та комсомольських організацій), сектор партійної статистики, відділ пропаганди i агітації, сільськогосподарський відділ, військовий відділ, відділ по роботі серед жінок, відділ кадрів.

## Репресії
У 1939—1941 роках начальником Підкамінського районного відділу НКВД був І. Г. Купріянов.
Дуже часто місцеві керівники НКВД зловживали наданою їм владою, навіть вдавалась до бандитських дій. Свідченням цього є доповідна записка секретаря Підкамінського РК КП(б)У Котова секретарю Львівського обкому КП(б)У про грабіжницькі дії банд НКДБ на території району. У ній, зокрема, зазначається, що з 25 квітня по 16 травня 1945 року в районі діяла банда на чолі з оперуповноваженим РВ НКДБ Юматовим та старшим оперативним уповноваженим Черних, а також 6 бійцями винищувального батальйону — всі «стребки» були поляками за національністю. Під виглядом УПА вони грабували місцевих мешканців та ділили між собою майно. Загалом ця бандитська група нанесла збитків на 45000 рублів.
В Підкамінському районі з 1 листопада 1945 року по 1 березня 1946 року силами органів НКВС та НКДБ, винищувальними батальйонами та військовими підрозділами було проведено 97 операцій (з них 78 результативних), 134 засади, внаслідок яких вбито 42 повстанці, затримано 34 учасники упівських формувань та 81 оунівців, 55 дезертирів, явилося 50 підпільників.

#### Тактика і методи НКВС
В цілому терені оперують провокаційні більшевицькі боївки. При помочі провокації вони хочуть завдати тих ударів, яких не можуть завдати іншим робом. Тими боївками оперують опер[ативні] упол[номочені] або участкові. В Глинянському районі така боївка в різних одностроях і різною зброєю ходить по терені. До села заходять вночі, закватировують конспіративно в якогось господаря, сидять до передвечора. Тоді вилізають. Кажуть, що вони є з боївки Грози чи Ігоря і шукають за Чайкою. В терені вони кватерують там, де нема війська, рівночасно в тім селі тоді більшевики не роблять облав. Подібна група оперує в Олещині і Підкам’янеччині. Боївка під командуванням Воскобойнікова, користаючи з послуг людей, котрі зголосилися з повинною і знали старі зв’язки, ходить по терені і по тих зв’язках старається арештувати людей. Напр[иклад], в групі Воскобойнікова є тр[ь] ох бувших стрільців з УПА. Вони знають всіх довколишніх дівчат і всі зв’язкові хати.
В Підкам'янецькому р[айо] ні к[оло] с. Нем’яч вбито участкового Перміна. В Підкам’янецькому районі є ескадрон кавалєрії в числі 113 бійців. Їхня частина дня 29/IX 1945 р. о год[ині] 11 вечера наскочили на присілку Микити к[оло] с. Нем’яч в хаті на рой[ового] Дібрового. Він, відбиваючись, вбив одного більшевика, сам зістав тяжко ранений. На другий день з причини облави Дібровий застрілився сам. В районі Підкамінь є постійно около 100 бійців військ нквд. По терені стало рейдує боївка в числі 18 осіб. Нею оперує Воскобойніков.
Дня 6/Х 1945 р. зайшла боївка до с. Стиборівка, в них був нібито один ранений і вони шукали нібито за санітаркою. Стрихалюк Гриць, якого знав один з боївкарів, запровадив їх до Марії Сторожук, а та до Софії Дубини, однак цеї останньої не було вдома. Мати сказала, де вона спить. Воскобойніков з групою пішов туди. Один з тих, що був в відділі, застукав до вікна, дівчина його пізнала і відчинила. В хаті зробили перев’язку, в часі якої дівчина говорила зі знакомим стрільцем про різні конспіративні справи. На домагання боївки завела ця дівчина їх на присілок Бандеру к[оло] с. Шишківці, де вони получилися з д[ругом] Прямим. З Шишковець вислали вони Софію Дубину за дівчатами Вербою та Орисею, щоб вони зготовили на другий день сніданок. Самі вони пішли кватирувати до ліса. Другого дня в першій год[ині] прийшли до с. Шишковець, роз[з] броїли і арештували д[руга] Прямого, його брата і східняка Грішу, котрой крився від Ч.А. Рівно ж арештували дівчат Орисю, Вербу і Софію Дубину.
В Підкамінському районі на 10 березня 1946 р. було організовано батальйони стрибків в таких населених пунктах: Підкамінь (32 осіб), Паликорови (20 осіб), Кутище (13 осіб), Яснище (12 осіб), Стиборівка  (15 осіб), Черниця та Нем’яч (по 15 осіб), Накваша та Паньківці (по 14 осіб), Гаї-Старобрідські (12 осіб) . Загалом 10 ВБ з 162 стрибками.
В Підкамінецькому районі дальше діє боївка Воскобойнікова, який повер нув з відпустки 11.VI 1946 р. Боївка в числі 20 бійців, переважно бувші «красні партизани». Боївка дуже часто перебирається у вишивки, надіваючи мазепинки з тризубами. Ходять по господарях, просять, щоб дали їм їсти або переводять грошеві збірки. Хто охоче дає їсти чи гроші і до цього ще дещо говорить на більшовиків, то на другий день рано приходять і арештують. Дня 8.VII 1946 р. та сама боївка робила труси на хуторі Микити. Після трусів пішла робити облаву на малий лісок коло с. Тетильківці. Під час облави зайшли на постій, де кватерував боєвик «Січовий» (ранений, втратив зір) і санітар «Ничай». «Ничай», побачивши більшовиків, пустив пару серій з авто мата, вбив одного більшовика і втік. Боєвик «Січовий» застрілився. Опісля довкола цього ліска боївка робила застави, думаючи, що хтось прийде ховати «Січового». Воскобойніков, це лейтінант, начальник районного «истребительного» баталіону. Рівночасно ходить з боївкою по селах. З відпустки приїхав зі своєю родиною, яку примістив в районі.
В червні [1946 р.] привезли до Підкаміня 50 в’язнів (правдоподібно, з харківської тюрми). Їх приміщено у польському кляшторі. Між ними є бувший секретар партії Підкамінецького р[айо] ну Котов. (Був засуджений на 15 років за це, що в с. Кутищі застрілив по п’яному учительку). Він часами дістає перепустки і ходить вільно по місті. Говорить, що в кляшторі буде організована т[ак] зв[ана] «пром-колонія», в якій в’язні будуть працювати в різних варстатах. В’язні зараз ремонтують кімнати і забудування кляштору. (с1013 -Том 23. Золочівська округа ОУН: Документи і матеріали референтури СБ 1944-1951. Книга 1,)
Дня 29.VI 1946 р. гарнізони дістали наказ вбити найменше одного повстанця з тієї нагоди, що 30.VI [1946 р.] припадають роковини проголошення Самос тійної України (говорив по п’яному боєць гарнізону с. Нем’яч). Тому були посилені засідки, також краще берегли себе. Вдень більшовики по гарнізо нах переважно сплять, а вночі роблять засідки. Засідки роблять всюди. Переважно від 5-7 бійців іде на засідку. На засідку беруть кулеме та або автоматичні зарядки. Вночі також роблять труси по хатах і стодолах. Господарям говорять, що шукають за самогонкою.

###### СПИСОК РОДИН, ВИВЕЗЕНИХ НА СИБІР під час операції «Захід» (в час вивізки, яка відбулась 22.Х.1947 р.)
Пеняки; вивезено 6-ть родин: 1. Попович Дмитро  3 осіб  родини  2. Семчук Марія– 1  особа 3. Шамро Степан –"– 3 осіб  4. Чижевський Антін - 3 особи  5. Мельничук Стах –"– 4 осіб 6. Крохмалюк Іван -3 особи
Чепелі : вивезено Дружило Ярину.
Шишківці: вивезено Яріш Емілію та Гавришко Кирила
Літовище: вивезено  Гавришко Іван –"– 3 особи родини.  2. Яріш Ілько –"– 2 особи 3. Телеватий Андрій- 2 осіб
Черниця; вивезено одну родину: Соколовська Стефа
Нем’яч; вивезено дві родини: 1. Кубіяковський Григорій –"– 2 особи родини. 2. Вільчинський Степан - 2 особи.
Попівці; вивезено 9-ть родин: 1. Грех Михайло –"– 2 особи родини 2. Могильницька Марія –"– 2; 3. Пасічник Петро –"– 6 ; 4. Журавська Катерина –"– 3;  5. Зварич Анна –"– 1 ; 6. Костюк Марія –"– 1 ;  7. Пасічник Григорій –"– 3.
8. Худзік Михайло –"– 2 ; 9. Худзік Степан- 2 особи родини.
Тетильківці; вивезено 9-ть родин: 1. Журавський Іван –"– 4  особи родинри ; 2. Адамчук Наум –"– 5 ;3. Нагірняк Петро –"– 2; 4. Галандюк Анна –"– 7 ;5. Мазурик Текля –"– 3 ; 6. Деревянка Іван –"– 2 ;7. Дубина Павло –"– 2 ;
8. Кучабська Тетяна –"– 3 ;9. Галушка Миколай –"– 3 особи родини.
Накваша; вивезено 12-ть родин: 1. Пасічник Юлія –"– 3 –"– 2. Федоркович Анна –"– 1 –"– 3. Гетьман Михайло –"– 2 –"– 4. Степанюк Текля –"– 1 –"– 5. Щирба Іван –"– 2 –"– 6. Попадич Юрій –"– 7 осіб родини 7. Семчук Михайло –"– 3 –"– 8. Шевчук Петро –"– 2 –"– 9. Назарчук Текля –"– 3 –"– 10. Козодій Іван –"– 2 –"– 11. Наконечний Степан –"– 1 –"– 12. Щирба Микола –"– 1 –"–
Суховоля; вивезено три родини: 1. Матвіїв Евгенія –"– 2 –"– 2. Ваврик Параскевія –"– 4 –"– 3. Гутняк Іван- 8 осіб.
Бучина; вивезено 7-м родин: 1. Видивецький Василь –"– 3 –"– 2. Романич Іван –"– 3 –"– 3. Романич Степан –"– 4 –"– 4. Крук Евгенія –"– 3 –"– 5. Довбета Йосиф –"– 3 –"– 6. Руд[а]кевич Анна –"– 5 –"– 7. Гаврилюк Іван –"– 1 –"–
Боратин; вивезено 9-ть родин: 1. Кли[м]чук Марія –"– 2 особи; 2. Матвіїв Ілько –"– 2 –"– 3. Гром’як Микита –"– 3 –"– 4. Семенюк Володимир –"– 5 –"– 5. Гром’як Петро –"– 3 –"– 6. Грицишин Андрій –"– 2 –"– 7. Гавришків Семен –"– 2 –"– 8. Гарасимчук Софія –"– 1 –"– 9. Коваль Марія –"– 3 –"–
Вербівчик; вивезено 6-ть родин: 1. Букай Василь –"– 3 особи; 2. Биць Софія –"– 2 –"– 3. Писаревич Іван –"– 2 –"– 4. Музичка Іван –"– 2 –"– 5. Цимбаліста Пелагія –"– 1 –"– 6. Тартинюк Анна –"– 1 особа.
Стиборівка; вивезено 14-ть родин: 1. Букай Василь –"– 2 особиродини. 2. Панькевич Анна –"– 1 –"– 3. Ст[о]рожук Марія –"– 4 –"– 4. Борак Анна –"– 3 –"– 5. Саган Магдалина –"– 1 –"– 6. Дубинський Василь –"– 5 –"– 7. Саган Василь –"– 2 –"– 8. Кутняк Параскевія –"– 5 –"– 9. Любунь Параскевія –"– 2 –"– 10. Кручкевич Ева –"– 3 –"– 11. Льорин Володимир –"– 1 –"– 12. Любунь Степан –"– 4 –"– 13. Горбаль Анастазія –"– 3 –"– 14. Гуляр Іван –"– 2  особи родини
Орихівчик; вивезено дві родини: 1. Колос Михайло –"– 5 осіб родини 2. Дубина Параскевія –"– 1 особа.
Яснище; вивезено 8-м родин: 1. Трускалюк Анна –"– 3 –"– 2. Телега Анна –"– 2 –"– 3. Коретчук Петро –"– 4 –"– 4. Слотюк Петро –"– 2 –"– 5. Гнип Олекса –"– 5 –"– 6. Музичка Марія –"– 1 –"– 336 7. Демчук Іван –"– 3 –"– 8. Слотюк Григорій –"– 3 –"–
Родин разом – 94 Осіб разом – 253
інформ[аційний] звіт за квітень 1949 р. Найбільші большев[ицькі] акції в цьому терені розпочалися в місяці березні [1949 р.], котрі тривають до сьогодні. По цілому терені оперують групи гарнізонців з уч[астковими] М.Г.Б. і М.В.Д. Ці групи є часом 61613 чоловік, часом 12[-] ть. По селах роблять труски днем, а навіть ночею. Дуже стосують засідки в селах. В інших місцях перебираються в цивільні мундури. Так само менші чи більші групи большевиків1614 почали перевірки1615 по лісах. В селах знущаються над населенням. Самі ловлять кури, збирають яйця, масло, хліб чи інше та варять собі їсти. Крім курей, масла і яєць не хочуть більше нічого їсти. Є дуже багато випадків прямо грабежу. До району прибуло ще кількох оперативників. На разі завважено двох. Прізвища їх ще неусталені. Крім опер[ативних] груп, по цілому терені шляються ще ріжні адміністрації. Вони все знаходять ще якісь «недоїмки». За ці недоїм ки граблять селян з останнього збіж[ж] а чи навіть забирають останню корову. Все живе на харчах селян. Населення в районі около 50% вже не має хліба ні бараболь. Тепер розпочалася акція «добровільно[ї] позички державі». З браку грошей селяни випродують різні речі. Москалі сміються з того. Говорять «Ми міняли в 1946 р. в вас, а ви тепер міняєте в кого».
Протягом звітового періоду на ліси і села терену большевики зробили 10-ть більших облав (не враховуючи менших трусів, які є нормальним явищем в терені).
18.VI.[19]50 р. в т[ак] зв[аних] Пеняцьких лісах відбулась велика облава, яка тривала до 27.VI.[1950 р.]. В облаві цій брало участь около 5000 большевиків. Через цілий час ліс був бльокований від с. Майдан Пеняцький почерез с[ела] Жарків, Голубиця, Пеняки, Чепелі, Звижень, Батьків, Лукавець, Верхобуж заче- 723 пили тільки частинно, а дальше через ліс в напрямі с. Майдан Пеняцький. Застави стояли на віддалі 100-150 м. по 5-6 большевиків зі собакою. В середині ліса діяли спеціяльні групи, кажуть, що були вони дуже легко убрані і обуті в якісь шлапаки. По лісі застави були по всіх крижівках, доріжках і кринички тоже були обложені. Застави по лісі були ще довший час і після облави. Стислу перевірку зробили в с. Жаркові. В цьому селі цілковито зруйнували господарство Лозового Івана Ф., не найшовши нічого, арештували господиню Лозову Анну.
26.VI.[19]50 р. відбулась облава на поля і ліски в околиці сіл Орихівчик, Вербівчик і Стиборівка, де брало участь 12-ть автомашин большевиків. Після були передрапані пальцями, як рівно ж ґрунтовно перевірені поля. Всі інші облави були також стислі. В них брало участь по 100- 150 большевиків. Під час облав жертв з нашої сторони в людях не було. В с. Пеняки майже через цілий місяць травень [1950 р.] проходило арештовання. Кромі переслухань, в с[ільській] раді арештовано 20 осіб, з того числа звільнено тільки одну четверту, а решту відставили до Львова. В великій мірі до арештовання спричинилися Турчин Юрко і Луцків Василь (хлопці), які ставали наочно селянам, доказуючи співпрацю з повстанцями.
23.V.[19]50 р. в с. Чепелі міліціонер Гаврисюк і лейтенант зі Львова за це, що були в селі кличі, арешт[у]вали Вегеру Тетяну та так її побили, що жінка збожеволіла. Вже як божевільну звільнили. Рівно ж арештували Максимів Андрея і Тивонюк Павла за те, що хтось вложив ключі в с[ільській] раді до стола в той час, коли вони були на дижурстві. Селянинові Максимів вибили зуби. 24.IV.[19]50 р. в с. Пеняки оперуполномочений Погодін арешт[у]вав священика Рахлецького Миколу. Арештованого відставили до Львова.
17.V.[19]50 р. в с. Орихівчик оперуполномочений Молд[а]вкін арештував таких селян: Саган Івана, Чумак Василя, Саган Григорія, Мартинюк Григорія, Музичку Івана, Різника Івана, Саган Григорія, Польового Василя, Букай Андрея, Букай Івана. Арештованих відставлено до Львова. Всім накидали співпрац[ю] з повстанцями. В с. Яснищі арешт[у]вали і засудили на 10 років тюрми крамарку кооперативи. Не помогло й те, що крамарка гроші звернула. 26.VI.[19]50 р. в с. Шишківці замісник голови уповмінзагу Рудь, прокурор Макогонов і інші пограбили таких селян: Федусь Івана, Вовк Миколу, Борок Володимира. В Борок В. забрали корову, свиню, білизну, перину і подушки. Речі ці на ліцитації закупив вищезгаданий Рудь по такій ціні: перина – 50 крб, подушки – 20 крб, машина до шитя – 70 крб, решту речей віддали до колгоспу. Це зграблено за позику
Репресивно - кральні органи в Підкамінському районі (1951р)
М Г Б: Панкрачов Василь – нач[альник], рус[кий], парт[ійний], ур[оджений] 1912 р., майор. Пащенко – заступник, укр[аїнець], парт[ійний], около 38 літ, капітан, Кладько – слідчий. Оперуполномочені по селах: Боратин, Салашка, Суховоля і Бучина – лейт[енант] Шєнкарєнко, Жарків, Голубиця, Пеняки і Чепелі – лейт[енант] Пагодін, Літовиська, Черниця, Паньківці і Шишківці– лейт[енант] Скороход, Стиборівка, Орехівчик, Вербівчик, Паликорови, Кутищі і Яснищі – лейт[енант] Молдавкін, Маркопіль, Звижень, Батьків і Лукавець – м[о]л[одший] лейт[енант] Теплов, Накваша, Нем’яч, Попівці, Тетильківці і Дудин – ст[арший] лейт[енант] Худошін. Останньо на мгб відбулись персональні зміни і стан мгб-истів до тепер не удалось устійнити. Прийшли зовсім нові і віком молоді мгб-исти. Участкові по селах: Боратин і Салашка – Ковтун, укр[аїнець], парт[ійний], старшина, зі СУЗ, Суховоля – Смоляр, укр[аїнець] СУЗ, парт[ійний], старшина, Бучина – Чорний, укр[аїнець] СУЗ, Паньківці – Пашко, укр[аїнець], Літовиська – Ананьскі, поляк, Черниця – Зазуля Гр[игорій], укр[аїнець], парт[ійний], Шишківці – Потап Тим[офій], білорус, парт[ійний], старшина, Чепелі – Форостяни[й], укр[аїнець] СУЗ, парт[ійний], старшина, Пеняки – Солтис Р., укр[аїнець], Голубиця – Клименко, укр[аїнець] СУЗ, Нем’яч – Посохов, рус[кий], парт[ійний], Попівці – Шигін, рус[кий], парт[ійний], Тетильківці – Жук Ол., укр[аїнець] СУЗ, парт[ійний], Накваша – Юрченко, укр[аїнець] СУЗ, парт[ійний].

## Діяльність ОУН та УПА
Підкамінський районний провід ОУН Підкамінеччина впродовж функціонування  збройного підпілля ОУН була місцем укриття члена Проводу ОУН, а відтак керівника націоналістичного підпілля на українських землях Василя
Кука – «Леміша», що привертало до неї особливу увагу каральних органів радянської влади.Особливою рисою даного терену було й те, що він  «кишів» агентурою МГБ різного рівня та підпорядкування, що ускладнювало діяльність повстанців та змушувало їх витрачати багато зусиль на боротьбу з нею.Керівниками Підкамінського районного проводу ОУН були Михайло Накельський – «Тарас» (весна 1949 – вересень 1950), Володимир Качур –«Лиман» (вересень 1950 – весна 1951), ЙосипМаслюк – «Черник» (квітень-липень 1951) та Микола Рудий – «Джміль» (серпень 1951 – липень 1953).
Референтура СБ райпроводу, як окрема структурна одиниця, функціонувала до вересня 1950 р.під керівництвом В. Качура – «Лимана». Як досвідчений есбіст останній, після призначення провідником району, залишив під своїм контролем і справи СБ. На теренах Підкамінського району діяло ряд кущових проводів чисельність і кадровий склад яких через плинність кадрів постійно змінювався.Найбільшими із них були:
1. Кущ, в обслуговування якого входили села Пеняки, Літовище, Шишківці, Чепелі, Голубиця, Жарків, Черниця та Паньківці Бродівського району. До його складу належали повстанці: провідник Йосип Маслюк – «Черник», стрільці: Пахом Бедрій– «Лук», Павло Безрукий – «Хмара», Іван Романич – «Чорний» та ін.
2. Кущ, що діяв у районі містечка Підкамінь, сіл Нем’яч, Попівці, Тетильківці та Накваша Бродівського району. До складу його боївки входили:кущовий Микола Рудий – «Джміль», стрільці Петро Кучабський – «Павич» (згодом переведений у Бродівський райпровід ОУН), Микола Крет –«Шишка [5, 191], Василь Дубина – «Вогник» (від весни 1951 р. діяв у Золочівському районі) та ін.
Підкамінський районний провід ОУН припинив своє існування у липні 1953 р. із загибеллю останнього керівника. 18 липня 1953 р. о 00 год. 30 хв., як і було заздалегідь домовлено, райпровідник  М. Рудий – «Джміль» та його бойовик Іван Гуляр – «Ігор» зайшли у с. Попівці Бродівського району за продуктами харчування, але там їх очікувала засідка під керівництвом сержанта Ковякова, яка й відкрила вогонь. «Джміль» загинув на місці від перших же пострілів, а його побратимові, який перебував на стійці за кутом хати вдалося відступити  Ще понад місяць він переховувався у місцевих жителів, а 31 серпня 1953 р. загинув у с. Стиборівка Бродівського району, наскочивши на більшовицьку засідку.
Незважаючи на постійні облави та ворожий підступ, стрільці останньої боївки, що діяла на  теренах Підкамінеччини, протрималися до 23  квітня 1954 р., коли в с. Лукаші Бродівського району були оточені та загинули у нерівному бою. Тоді смертю героїв полягли Іван Романич – «Чорний» із Микитів, Павло Безрукий – «Хмара» з Черниці та Пахом Бедрій – «Лук» із Голубиці 20 жовтня 1954 р. у с. Нем’яч Бродівського району внаслідок зради загинув останній пов-
станець Брідщини кавалер Бронзового хреста бойової заслуги Василь Дубина – «Славко».Із загибеллю останнього повстанця збройна боротьба націоналістичного підпілля на Брідщині  припинилася, але це не означало, що місцеве населення скорилося тоталітарній системі.
Втім на території Підкамінського району активно діяли і реальні загони УПА. Зокрема 25 січня 1945 року у селі Батьків відбулось зіткнення УПА з облавниками НКВС. А 30 березня 1945 року напад УПА-Захід у райцентрі Підкамінь на приміщення гарнізону НКВС під час виїзду підрозділу на каральну акцію (захоплений архів, спалена будівля)
В травні 1945 р в селі  Жаркові було роззброєно "12 червоних апостолів"- переодягнутих  енкаведистів, які мали завдання вбити як найбільше  керівників ОУН- УПА.
1948 р - антиколгоспна акція УПА в районі.
Станом на травень 1955року в  Підкамінському районі ще  тривала боротьба  ОУН-УПА.

### Діячі ОУН-УПА

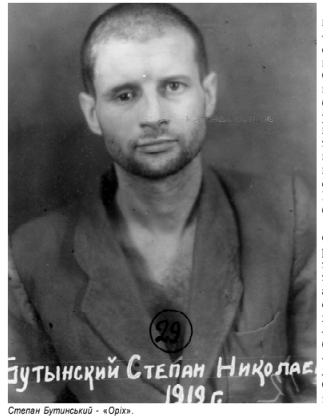

1. Бутинський Степан-Микола Миколайович («Кудеяр», «Оріх», «Пібрус» «Сян», «К-16», «К-14», «715», «С-5»);
17.12.1919, смт. Підкамінь Бродівського р-ну Львівської обл. – 30.05.1952, м. Львів. Закінчив 7 класів народноїшколи в Підкамені та бухгалтерські курси. Член Товариства «Просвіта» з 1937 р., ОУН з 1940 р. Головний
бухгалтер Підкамінського райфінвідділу (1939-1940). У 1940 р. мобілізований до Червоної армії. Учасник радянсько-німецької війни. На початку 1943 р. під Курськом потрапив у німецький полон. У вересні 1943 р., вирвавшись із полону, повернувся у рідні сторони, де відразу ж влився у лави підпілля ОУН. Командир групи розвідки при Бродівському повітовому проводі ОУН (10.1943 – 03.1944), комендант боївки охорони Самбірського окружного проводу ОУН (03.-08.1944), організаційний референт Підкамінського районного проводу ОУН (08.1944 – 03.1945),керівник Підкамінського районного проводу ОУН (03.1945 – 11.1947), організаційний референт (11.1947 – 04.1948),а відтак провідник (04.1948 – 04.1951) Бродівського надрайонного проводу ОУН. В ніч з 16 на 17 квітня 1951 р. захоплений важкопораненим співробітниками МҐБ у Баймацькому лісі Буського р-ну Львівської обл. (під час затримання намагався застрілитися). Засуджений 27.02.1952 р. Військовим Трибуналом військ ПрикарпатськогоВійськового Округу за ст. 54-1а, 54-1б, 54-11 Кримінального кодексу УРСР до вищої міри покарання – розстрілу. Вирок виконано 30.05.1952 р. у м. Львові. Місце поховання невідоме. Детальніше про цю постать див.: РоманюкМ. Провідник ОУН Брідщини Степан Бутинський – «Оріх» // Голос відродження (Броди). – 2011. – 20 травня. – С.3; Романюк М. Надрайонний провідник ОУН Степан Бутинський – «Оріх» // Воля народу (Буськ). – 2011. – 7 квітня. – С. 3.[10  ]
2. Альбус (Голбус) Степан Миколайович - "Пугач" - заступник районного провідника; загинув 28.02.1946р в с. Літовище.
3.Бойцун Йосиф Федорович. нар в с. Літовище в 1925 р, загинув  в 7.10.1945 р на хуторі Ревегів -Гай.

## Релігійне життя
Попри атеїстичні заборони на території Підкамінського району не припинялось релігійне життя. Зокрема у 1957 році у селі Боратин діяла громада євангельських християн-баптистів, яка налічувала 36 вірних.

## Районна преса
У 1945 році в Підкамені виходила газета "Вперед". У бібліотеці ім. В. Стефаника у м. Львів зберігаються кілька примірників цієї газети.
З 1946 року газета мала назву  "Радянська нива". У Львові зберігаються примірники починаючи з 1949 року.